# Litomiris
Litomiris is een geslacht van wantsen uit de familie van de Miridae (Blindwantsen). Het geslacht werd voor het eerst wetenschappelijk beschreven door Slater in 1956.

## Soorten
Het genus bevat de volgende soorten:

- Litomiris curtus (Knight, 1928)
- Litomiris debilis (Uhler, 1871)
- Litomiris debilis Uhler, 1872
- Litomiris gracilis Van Duzee, 1914
- Litomiris punctatus Knight, 1928